# Србија на Песми Евровизије 2021.
Србија је учествовала на Избору за песму Евровизије 2021. са песмом „Loco Loco” коју су написали Немања Антонић, Сања Вучић и Дарко Димитров. Песму изводи женска група Hurricane која је интерно изабрана од стране Радио-телевизије Србије-а да представља Србију на такмичењу у Ротердаму, у Холандији. Једна од чланица групе је била Сања Вучић која је претходно представљала Србију на Песми Евровизије 2016. са песмом „Goodbye (Shelter)”. Њихово учешће на такмичењу 2021. је објављено 17. децембра 2020. пошто су управо оне требале да представљају Србију на Песми Евровизије 2020. која је отказана са песмом „Hasta la vista”. Песма „Loco Loco” представљена је 5. марта 2021.
Србија је жребана да наступи у другом полуфиналу 20. маја 2021. године. Наступиле су девете и биле један од десет наступа да се квалификује из тог полуфинала, те су се пласирале у финале 22. маја 2021. Касније је откривено да су у полуфиналу биле 8. од 17 учесника, са 124 поена. У финалу. Србија је наступила осма и пласирала се 15. од 26 учесника са 102 поена.

## Историја
Пре такмичења 2021, Србија је дванаест пута учествовала на Песми Евровизије од свог првог појављивања 2007, победивши на такмичењу са својом дебитантском песмом „Молитва” у извођењу Марије Шерифовић. Од 2007. године, Србија се нашла у финалу 9 од могућих 12 пута. 8 пута се квалификовала за финале, док је једанпут била аутоматски пласирана за финале. Србија није успела да се квалификује 2009, 2013. и 2017. године и то увек са малом маргином поена. Српска представница на Песми Евровизије 2019, Невена Божовић са песмом „Круна”, се пласирала у финале и завршила на осамнаестом месту.
Српски национални емитер, Радио-телевизија Србије (РТС), емитује такмичење у Србији и организује процес селекције песме која ће представљати Србију. У периоду од 2007. до 2009, Србија је користила фестивал Беовизија да изабере своје представнике. После неуспеха 2009. са песмом Ципела коју изводе Марко Кон и Милан, Србија мења свој приступ и интерно бира композитора или композиторе који пишу више песама за пар извођача. Овај систем се користио 2010, 2011. и 2015. РТС је 2010. одабрао Горана Бреговића да компонује песме за национално финале са три извођача, док су 2011. Корнелије Ковач, Александра Ковач и Кристина Ковач добили задатак да компонују по једну песму. 2012. године, РТС интерним избором бира Жељка Јоксимовића и песму Није љубав ствар, којом обезбеђује треће место, други најбољи резултат Србије до тад. 2013. године РТС се вратио на формат отвореног националног финала и организовао такмичење Беосонг. Победничка песма Беосонга Љубав је свуда коју је извела група Моје 3, није успела да се пласира у финале. РТС је 2015. године одабрао Владимира Граића, композитора српске победничке песме из 2007, да искомпонује песме за национално финале са три извођача. РТС је интерно одабрао српске извођаче 2016. и 2017. године одлуком музичких уредника РТС-а. Од 2018. до 2020. године, РТС се вратио коришћењу Беовизије како би одабрао својег представника. Србија се квалификовала 2018. и 2019. године.

## Пре Евровизије

### Интерни одабир
РТС је 17. децембра потврдио да ће група Hurricane представљати Србију на Песми Евровизије 2021. Иако је првобитно планирано национално финале где би група извела пар песама и од којих би била бирана она с којом би наступиле у Ротердаму, од тога се одустало и интерно је одабрана песма „Loco Loco” коју су написали Немања Антонић, Сања Вучић и Дарко Димитров. Песма је први пут објављена на званичном Youtube каналу Песме Евровизије 5. марта 2021. заједно са спотом за песму који је режирао Дејан Милићевић.

## На Евровизији
Према правилима Песме Евровизије, све државе осим домаћина и велике петорке морају да се такмиче у једном од полуфинала како би прошле у финале. 10 песама са највише поена из сваког полуфинала пролази у финале. Европска радиодифузна унија дели земље у шешире на основу гласачких савеза у прошлим издањима, тако да земље које често гласају једне за друге буду у истом шеширу. Отприлике пола сваког шешира се нађе у једном полуфиналу, а друга половина у другом. Одлучено је да ће жреб урађен 2020. бити коришћен и 2021, по ком је Србија смештена у прву половину другог полуфинала 20. маја 2021.
Пошто су све такмичарске песме за такмичење 2021. објављене, објављен је и редослед наступа за полуфинала који одређују продуценти, како песме сличних жанрова, ритма и звука не би била близу једне другима. Србија је стављена на редни број девет, после наступа са Исланда, а пре наступа из Грузије.
Полуфинала и финале такмичења је емитовано на каналу РТС 1, РТС Свет и на платформи РТС Планета, са коментарима Душке Вучинић. Финале је такође емитовано на Радио Београд 1, са коментарима Николете Дојчиновић и Катарине Епштајн. Дванаест поена српског жирија у финалу је објавила Драгана Косјерина.

### Полуфинале
су имале пробе 10. и 13. маја, а потом и генералне пробе 19. и 20. маја. Део обих проба је био и жири шоу, током ког професионални жирији гласају.
Током наступа, Hurricane изводе плесну рутину и на главној и на сателитској позорници. Доминантне боје током наступа су биле црвена, црна и бела, те се на позадинским ЛЕД екранима неретко појављивали натписи са речима „Loco Loco”. Наступ је такође садржао пиротехнику. Наступ је режирао Миодраг Коларић, а кореографију је осмислио Милан Громилић. Hurricane су имале три позадинска вокала ван сцене: Олгу Поповић, Јелену Пајић и Младена Лукића, који је представљао Србију 2018. као део групе Сања Илић и Балканика. Костиме за наступ је физајнирао Борис Карготић.
На крају вечери, објављено је да се Србија пласирала у првих 10 у свом полуфиналу, те се квалификовала за финале. После финала је објављено да је Србија завршила на 8. месту у полуфиналу са 124 поена.

### Финале
Убрзо након другог полуфинала, одржана је конференција за медије за десет земаља које су се квалификовале. У оквиру ове конференције за новинаре, извођачи који су се квалификовали су учествовали у жребу како би се одредило у којој ће половини великог финала учествовати. Овај жреб је обављен по редоследу по којем су земље објављене током полуфинала. Србија је жребана да се такмичи у другој половини финала. Након овог жреба, продуценти такмичења су одлучили о редоследу маступа у финалу, као што су то урадили и за полуфинала. Одличено је да ће Србија да наступи осма, након наступа из Португала, а пре наступа из Уједињеног Краљевства.
Hurricane поново учествује у генералним пробама 21. и 22. маја пре финала, укључујући и жири финале где су професионални жирији дали своје гласове пре емисије уживо. Hurricane понављају свој полуфинални наступ током финала 22. маја. Србија се у финалу пласирала 15. са 102 бода: 82 од телегласања и 20 од жирија.

### Гласање
Током такмичења, свака држава додељује два сета поена који се састоје од 12, 10 и 8—1 поена, један сет је од националног жирија, док је други од публике. Сваки национални жири се састоји од пет професионалаца из музичке индустрије који су држављани државе коју заступају. Жири рангира све наступе ноћ пред сваку такмичарску вечер током такозваног жири шоу-а. Сваки члан жирија може бити изабран на ту позицију сваке треће године и морају да потврде да немају везе са било којим од такмичара на начин који би утицао на њихов суд. Сваки члан жирија мора да гласа појединачно и без дискусије о њиховим гласовима са осталим члановима жирија. Целокупни резултати жирија и телегласања, као и појединачни гласови жирија се објављују после финала. Гласови појединачних чланова жирија су у анонимном облику.
Испод су табеле у којима су приказани поени који су додељени Србији, као и поени које је Србија доделила током две такмичарске вечери:

#### Поени додељени Србији
| Поени    | Телегласање                    | Жири                                                      |
| -------- | ------------------------------ | --------------------------------------------------------- |
| 12 поена | - Аустрија - Швајцарска        |                                                           |
| 10 поена | Бугарска                       |                                                           |
| 8 поена  |                                |                                                           |
| 7 поена  | - Француска - Сан Марино       |                                                           |
| 6 поена  |                                | Аустрија                                                  |
| 5 поена  | Чешка                          | - Албанија - Естонија - Француска - Уједињено Краљевство  |
| 4 поена  | - Албанија - Грчка             | - Чешка - Португалија - Сан Марино - Шпанија - Швајцарска |
| 3 поена  |                                | - Финска - Грчка                                          |
| 2 поена  | - Португалија - Шпанија        | - Грузија - Исланд                                        |
| 1 поен   | - Грузија - Молдавија - Пољска |                                                           |

| Поени    | Телегласање                                                         | Жири               |
| -------- | ------------------------------------------------------------------- | ------------------ |
| 12 поена | - Аустрија - Хрватска - Северна Македонија - Словенија - Швајцарска | Северна Македонија |
| 10 поена |                                                                     |                    |
| 8 поена  |                                                                     |                    |
| 7 поена  |                                                                     | Хрватска           |
| 6 поена  |                                                                     |                    |
| 5 поена  | Бугарска                                                            |                    |
| 4 поена  | - Италија - Малта                                                   |                    |
| 3 поена  | - Француска - Немачка                                               |                    |
| 2 поена  | Аустралија                                                          |                    |
| 1 поен   | Шведска                                                             | Албанија           |

#### Поени које је доделила Србија
| Поени    | Телегласање | Жири       |
| -------- | ----------- | ---------- |
| 12 поена | Молдавија   | Исланд     |
| 10 поена | Финска      | Бугарска   |
| 8 поена  | Грчка       | Грчка      |
| 7 поена  | Исланд      | Португал   |
| 6 поена  | Бугарска    | Финска     |
| 5 поена  | Швајцарска  | Швајцарска |
| 4 поена  | Португал    | Молдавија  |
| 3 поена  | Сан Марино  | Аустрија   |
| 2 поена  | Данска      | Сан Марино |
| 1 поен   | Албанија    | Естонија   |

| Поени    | Телегласање | Жири       |
| -------- | ----------- | ---------- |
| 12 поена | Италија     | Француска  |
| 10 поена | Француска   | Финска     |
| 8 поена  | Украјина    | Италија    |
| 7 поена  | Финска      | Исланд     |
| 6 поена  | Русија      | Бугарска   |
| 5 поена  | Исланд      | Португал   |
| 4 поена  | Азербејџан  | Шведска    |
| 3 поена  | Грчка       | Грчка      |
| 2 поена  | Кипар       | Израел     |
| 1 поен   | Швајцарска  | Швајцарска |

#### Детаљно гласање Србије
Чланови српског жирија су били:
- Екстра Нена
- Тијана Богићевић
- Слободан Марковић
- Ивана Петерс
- Милан Станковић

| Р. бр. | Држава     | Жири   | Жири   | Жири   | Жири   | Жири   | Жири        | Жири  | Телегласање | Телегласање |
| Р. бр. | Држава     | Члан A | Члан B | Члан C | Члан D | Члан E | Ранк жирија | Поени | Ранг        | Поени       |
| ------ | ---------- | ------ | ------ | ------ | ------ | ------ | ----------- | ----- | ----------- | ----------- |
| 01     | Сан Марино | 12     | 7      | 2      | 11     | 6      | 9           | 2     | 8           | 3           |
| 02     | Естонија   | 11     | 5      | 10     | 10     | 7      | 10          | 1     | 13          |             |
| 03     | Чешка      | 13     | 13     | 13     | 13     | 9      | 14          |       | 12          |             |
| 04     | Грчка      | 4      | 3      | 8      | 7      | 2      | 3           | 8     | 3           | 8           |
| 05     | Аустрија   | 5      | 11     | 6      | 3      | 10     | 8           | 3     | 14          |             |
| 06     | Пољска     | 6      | 12     | 11     | 14     | 13     | 13          |       | 15          |             |
| 07     | Молдавија  | 3      | 4      | 14     | 6      | 11     | 7           | 4     | 1           | 12          |
| 08     | Исланд     | 10     | 10     | 1      | 2      | 1      | 1           | 12    | 4           | 7           |
| 09     | Србија     |        |        |        |        |        |             |       |             |             |
| 10     | Грузија    | 14     | 16     | 15     | 16     | 14     | 15          |       | 16          |             |
| 11     | Албанија   | 7      | 14     | 5      | 8      | 15     | 11          |       | 10          | 1           |
| 12     | Португал   | 2      | 6      | 9      | 4      | 4      | 4           | 7     | 7           | 4           |
| 13     | Бугарска   | 1      | 2      | 3      | 12     | 5      | 2           | 10    | 5           | 6           |
| 14     | Финска     | 8      | 8      | 7      | 1      | 3      | 5           | 6     | 2           | 10          |
| 15     | Летонија   | 9      | 9      | 12     | 9      | 12     | 12          |       | 11          |             |
| 16     | Швајцарска | 15     | 1      | 4      | 5      | 8      | 6           | 5     | 6           | 5           |
| 17     | Данска     | 16     | 15     | 16     | 15     | 16     | 16          |       | 9           | 2           |

| Р. бр. | Држава               | Жири   | Жири   | Жири   | Жири   | Жири   | Жири        | Жири  | Телегласање | Телегласање |
| Р. бр. | Држава               | Члан A | Члан B | Члан C | Члан D | Члан E | Ранк жирија | Поени | Ранг        | Поени       |
| ------ | -------------------- | ------ | ------ | ------ | ------ | ------ | ----------- | ----- | ----------- | ----------- |
| 01     | Кипар                | 20     | 18     | 22     | 25     | 15     | 22          |       | 9           | 2           |
| 02     | Албанија             | 23     | 21     | 17     | 20     | 23     | 23          |       | 11          |             |
| 03     | Израел               | 22     | 13     | 8      | 3      | 7      | 9           | 2     | 20          |             |
| 04     | Белгија              | 18     | 22     | 23     | 22     | 22     | 24          |       | 21          |             |
| 05     | Русија               | 19     | 17     | 7      | 14     | 13     | 17          |       | 5           | 6           |
| 06     | Малта                | 10     | 5      | 10     | 11     | 11     | 11          |       | 16          |             |
| 07     | Португал             | 3      | 8      | 19     | 4      | 16     | 6           | 5     | 19          |             |
| 08     | Србија               |        |        |        |        |        |             |       |             |             |
| 09     | Уједињено Краљевство | 6      | 23     | 11     | 6      | 17     | 14          |       | 24          |             |
| 10     | Грчка                | 4      | 14     | 15     | 7      | 6      | 8           | 3     | 8           | 3           |
| 11     | Швајцарска           | 24     | 15     | 3      | 8      | 10     | 10          | 1     | 10          | 1           |
| 12     | Исланд               | 11     | 12     | 4      | 2      | 2      | 4           | 7     | 6           | 5           |
| 13     | Шпанија              | 12     | 24     | 20     | 10     | 25     | 19          |       | 23          |             |
| 14     | Молдавија            | 5      | 20     | 24     | 16     | 18     | 16          |       | 22          |             |
| 15     | Немачка              | 17     | 25     | 25     | 24     | 24     | 25          |       | 18          |             |
| 16     | Финска               | 2      | 4      | 14     | 1      | 4      | 2           | 10    | 4           | 7           |
| 17     | Бугарска             | 1      | 7      | 9      | 19     | 8      | 5           | 6     | 12          |             |
| 18     | Литванија            | 21     | 10     | 18     | 17     | 14     | 18          |       | 13          |             |
| 19     | Украјина             | 25     | 11     | 2      | 23     | 12     | 12          |       | 3           | 8           |
| 20     | Француска            | 8      | 1      | 1      | 5      | 3      | 1           | 12    | 2           | 10          |
| 21     | Азербејџан           | 13     | 19     | 12     | 21     | 20     | 20          |       | 7           | 4           |
| 22     | Норвешка             | 14     | 6      | 21     | 13     | 9      | 15          |       | 17          |             |
| 23     | Холандија            | 15     | 16     | 16     | 18     | 21     | 21          |       | 25          |             |
| 24     | Италија              | 7      | 3      | 6      | 9      | 1      | 3           | 8     | 1           | 12          |
| 25     | Шведска              | 16     | 2      | 13     | 15     | 5      | 7           | 4     | 14          |             |
| 26     | Сан Марино           | 9      | 9      | 5      | 12     | 19     | 13          |       | 15          |             |